# كاثرين أورتيز
كاثرين أورتيز (16 فبراير 1991 بغواياكيل في الإكوادور - ) هي لاعبة كرة قدم إكوادورية في مركز الدفاع. شاركت مع منتخب إكوادور لكرة القدم للسيدات.

## وصلات خارجية
- كاثرين أورتيز على موقع الاتحاد الدولي (مؤرشف)  (الإنجليزية)
- كاثرين أورتيز على موقع الاتحاد الأوربي (الإنجليزية)
- كاثرين أورتيز على موقع قاعدة بيانات كرة القدم.إي يو (الإنجليزية)
- كاثرين أورتيز على موقع Soccerway.com (الإنجليزية)